# The Massacre (The Exploited)
The Massacre è sesto album del gruppo inglese The Exploited.

## Tracce
1. The Massacre – 3:03
2. Sick Bastard – 4:05
3. Porno Slut – 3:15
4. Now I'm Dead – 3:45
5. Boys In Blue – 3:58
6. Dog Soldier – 3:05
7. Don't Pay The Poll Tax – 4:25
8. Fuck Religion – 3:12
9. About to Die – 3:30
10. Blown Out of The Sky – 4:21
11. Police Shit – 3:54
12. Stop The Slaughter – 3:40

## Formazione
- Wattie Buchan - voce
- Nigel - chitarra e voce
- Gordon Balfour - chitarra e voce
- Mark Smellie - basso
- Tony Warren- batteria
- The Driffield Lager Louts - cori